# Dante Cusi
Dante Cusi (Gambara; 17 de noviembre de 1848-1928) fue un empresario italiano. Se casó con Teresa Armella de la ciudad de Milán y tuvo cinco hijos: Dante Alejandro, Eugenio, Ezio, Dina y Elodia.

## Vida
Nació en Corvione di Gambara, Brescia, región de Lombardía, Italia. Después de estudiar en la Facultad de Medicina en Italia, vio truncados sus estudios por la repentina muerte de su padre y cursó una carrera contable comercial que le dio la oportunidad de trabajar en la «Banca di Milano». En 1884 emigró primero a Nueva Orleans y después a Florida y a Texas (en los Estados Unidos de América) en busca de un lugar para establecerse. Sin embargo estos lugares no fueron de su entero agrado. Finalmente se trasladó a Uruapan, Michoacán, México debido a una invitación por parte de un amigo italiano.
Dante Cusi compró en 1903 la Hacienda de La Zanja, que después llamó Lombardía. Esta hacienda tenía una extensión de veintiocho mil hectáreas, que compró en ciento cuarenta mil pesos. Sus límites eran los ríos Marqués, al oeste, y el Parota-Cajones, al este y al sur. Esta hacienda al comprarla era un paraje desértico y escasamente poblado en el cual no crecía nada.
En 1909, los Cusi liderados y financiados por Don Dante compraron a la familia Velasco, de La Piedad, la Hacienda Ojo de Agua de la Cueva, de treinta y cinco mil hectáreas, con un valor de trescientos mil pesos, a la cual llamaron Nueva Italia. Estas dos haciendas sumaban una extensión de sesenta y tres mil hectáreas de las cuales treinta mil tenían sistema de riego, cultivando solo la séptima parte y el resto se usaba para potreros, Limoneros y otro tipo de Huertas.
Don Cusi es recordado principalmente por ser el fundador de las haciendas «La Lombardia» y «la Nueva Italia» de las que se originaron las actuales ciudades de Lombardía (Michoacán) y Nueva Italia en Michoacán (interconectadas por su propio servicio de ferrocarril traído pieza por pieza por él y sus hijos de Alemania). Ambas Haciendas eran para su época muy modernas: contaban con servicio médico propio en ambos cascos de las mismas, con molinos movidos por la fuerza del agua para procesar el arroz, con maquinaria moderna, talleres, empacadoras de arroz, once escuelas para los hijos de los trabajadores, iglesias y hasta rastro higiénico para procesar carnes.
Ambas haciendas estaban consideradas entre las 10 más productivas y modernas en toda Latinoamérica en su época. Al fundar «La Lombardía», Don Cusi construyó un sistema de riego único en el continente americano que incluía unos sifones colocados sobre el río del Márquez y un sistema de sifones gemelos entre «La Lombardía» y la «Nueva Italia». Obras muy osadas y atrevidas en su época, ubicadas en dos profundas barrancas para poder abastecer los llanos de agua y poderse dedicar al cultivo del arroz a gran escala. En Italia se le conocía por esto como il Re del Riso (Rey del Arroz). Hizo experimentos genéticos de plantas para adaptarlas al inhóspito clima de Tierra Caliente, tales como árboles de limones traídos de varias partes de la República Mexicana entrecruzándolos para obtener árboles resistentes a los tremendos calores y al mismo tiempo elevando su rendimiento de producción de fruta. Entre otras tantas cosas, Don Cusi trajo la primera máquina de vapor inglesa al continente americano para producir aceite de limón, desbancando rápidamente a los productores asiáticos como el de mejor precio y calidad; esos productos eran muy cotizados en Nueva York y en Europa.
Fue benefactor de hospitales en Uruapan y Morelia, y de la colonia italiana de México en general. En Gambara, Brescia (Italia), su pueblo natal, donó la Casa di riposo Dante Cusi (un asilo de ancianos), que funciona hasta la fecha con el dinero que él donó en 1926. La calle en la que se encuentra el asilo de ancianos lleva hoy en día su nombre.
Dante Cusi falleció a finales de los años veinte, dejando sus propiedades a los hijos que siguieron desarrollando con mucho éxito las haciendas Lombardía y Nueva Italia